# Hostal de l'Arengada
L'Hostal de l'Arengada és una masia en ruïnes, probablement del s. XVI, que pertany a Collsabadell, del municipi de Llinars del Vallès (Vallès Oriental). Es troba al Parc Natural del Montnegre i el Corredor, dins de la finca de Can Dama.
La masia està en ruïnes des de principis del segle XX aproximadament. Per la seva història i emplaçament, té un interès històric, arquitectònic i paisatgístic i el privilegi de reconstrucció preferent.